# Sœur Sarah
Sarah Ayoub Ghattas, en religion sœur Sarah ou sœur Sara, est une religieuse et femme de lettres copte orthodoxe d'origine égyptienne, qui succède à sœur Emmanuelle.

## Biographie
Francophone, issue d'une famille de la bourgeoisie égyptienne, Sarah Ayoub Ghattas devient religieuse sous le nom de Sœur Sarah, dans la congrégation copte-orthodoxe des Filles de Marie de Béni-Souef. Elle en est la sœur supérieure lorsqu'elle rencontre sœur Emmanuelle en 1976. Elle obtient l'autorisation de l'évêque Athanasios, fondateur de la congrégation, pour rejoindre Sœur Emmanuelle dont elle partage la cabane à Ezbet-El-Nakhl puis à Mokattam. 
En 1977, sœur Emmanuelle publie son premier livre Chiffonnière avec les chiffonniers dans lequel elle raconte le combat de sa collègue. En compagnie de Sœur Sarah, elle part en 1978 aux États-Unis afin de récolter des fonds. À leur retour, avec l'argent amassé, elles peuvent investir et en 1980, le Centre Salam est inauguré par l'épouse du président Sadate et propose des dispensaires, des écoles, des jardins d'enfants, des centres de formation et un club social
Sœur Sarah succède à Sœur Emmanuelle qui prend sa retraite en 1993. Elle continue l'œuvre entreprise, fonde au bord du Nil un centre de vacances pour les enfants, et lance le projet 1200 logements pour un logement décent des familles.
En mars 2002, elle inaugure une clinique, construite par les chiffonniers du Caire au Mokattam, avec le soutien d'une association monégasque, et elle a d'autres projets de constructions, pour les femmes, les handicapés, les jeunes enfants.

## Ouvrages
- Sœur Emmanuelle, mon amie, ma mère, éd. Presses de la Renaissance, par Sœur Sara et Sofia Stril-Rever,  (ISBN 978-2-7509-0539-2).

## Sources
- « Sœur Sara chez les chiffonniers du Caire », La Croix, 21 mai 2003 [lire en ligne].
- « Sœur Sarah - L’héritière de sœur Emmanuelle », France-Soir, octobre 2008 [lire en ligne].